# Jack M. Campbell
John Moren «Jack» Campbell (Hutchinson, Kansas; 10 de septiembre de 1916-Santa Fe, Nuevo México; 14 de junio de 1999) fue un político estadounidense miembro del Partido Demócrata que se desempeñó como gobernador de Nuevo México de 1963 a 1967.

## Biografía
Campbell nació en Hutchinson, condado de Reno, Kansas, y se educó en la Universidad de Washburn, donde recibió una licenciatura en 1938 y una licenciatura en derecho en 1940.
Durante la Segunda Guerra Mundial, Campbell sirvió en el Cuerpo de Marines de los Estados Unidos. Después de la guerra, estableció un bufete de abogacía en Albuquerque, Nuevo México mientras trabajaba como agente del FBI.
Como gobernador, Campbell apoyó programas para ayudar a los enfermos mentales y nombró al primer asesor científico estatal. En 1963 pidió una revisión de la constitución del Estado de Nuevo México y convenció a la legislatura de crear una Comisión de Revisión Constitucional, que finalmente condujo a la Convención Constitucional de Nuevo México de 1969.